# 5 Frações de uma Quase História
5 Frações de uma Quase História é um documentário brasileiro de 2007. É baseado em obras de Gero Camilo, Paulo Leônidas e Yury Hermuche.

## Ficha Técnica
- Gênero: Drama
- Duração: 96 min.
- Lançamento (Brasil): 2008

### Elenco
- Luiz Arthur - Personagem
- Gero Camilo - Vicente
- Cynthia Falabella - Lúcia
- Murilo Grossi - Beto
- Claudio Jaborandy - Antônio
- Leonardo Medeiros - Carlos
- Nivaldo Pedrosa
- Carlos Magno Ribeiro - Delegado
- Jece Valadão - Juiz Nicolau

### Direção
O filme é dividido em 6 partes. E cada uma teve um diretor diferente:
- Cristiano Abud - "Título Provisório"
- Cris Azzi	- "Qualquer Voo"
- Thales Bahia - "O Magarefe"
- Lucas Gontijo - "O Magarefe"
- Armando Mendz - "A Liberdade de Akim"
- Guilherme Fiúza Zenha - "ZYR 145"

### Outros Créditos
- Roteiro: Cristiano Abud[1]
- Produção: André Carrera[1]
- Co-produção: Camisa Listrada[1]
- Música: Victor Mazarelo, Célio Balona e Lucas Miranda[1]
- Fotografia: Luís Abramo e Juarez Pavelack [1]
- Desenho de produção: Adriane Lemos Mroninski[1]
- Direção de arte: Adriane Lemos Mroninski[1]
- Figurino: Ricca[1]
- Edição: Armando Mendz e Felipe Minicucci[1]

## Festivais
Exibido na mostra Première Brasil, no Festival do Rio 2007

## Televisão
O filme foi exibido pela TVE, em 2013.

## Prêmios e Indicações
| Ano  | Prêmio                                    | Indicação                   | Categoria                     | Indicado(s)                                     | Resultado | Ref.  |
| ---- | ----------------------------------------- | --------------------------- | ----------------------------- | ----------------------------------------------- | --------- | ----- |
| 2007 | Cine Pernambuco - Festival do Audiovisual | Trófeu Calunga              | Melhor Direção de Arte        | Adriane Lemos                                   | Venceu    | [ 1 ] |
| 2007 | Cine Pernambuco - Festival do Audiovisual | Prêmio Especial do Júri     | Melhor Filme                  | Todos os diretores                              | Venceu    | [ 1 ] |
| 2008 | Brazilian Film Festival of Miami          | Crystal Lens                | Melhor Roteiro                | Cristiano Abud                                  | Venceu    | [ 4 ] |
| 2008 | Brazilian Film Festival of Miami          | Crystal Lens                | Prêmio Especial do Júri       | Cynthia Falabella (pela atuação)                | Venceu    | [ 4 ] |
| 2009 | Grande Prêmio Cinema Brasil               | Grande Prêmio Cinema Brasil | Melhor Trilha Sonora Original | Célio Balona / Lucas Miranda / Victor Mazarello | Indicado  | [ 4 ] |